# Hélène Waysbord-Loing
Hélène Waysbord-Loing, née le 19 novembre 1936 à Argenteuil et morte le 29 octobre 2023 à Caen, est une haute fonctionnaire et écrivaine française. Elle est présidente honoraire de l'association de la Maison des enfants d'Izieu.

## Biographie
Hélène Waysbord est née à Argenteuil (Seine-et-Oise) en 1936. Son père, Jacques Wajsbord est né le 20 mars 1904 à Kozienice. Sa mère, Fajga Wajsbord, née Flumenbaum, est née le 1er janvier 1908, à Koznovietz. Ses parents, militants communistes polonais juifs, sont déportés durant la Seconde Guerre mondiale. Fajga Wajsbord est déportée par le convoi n°45, en date du 11 novembre 1942, du camp de Drancy vers Auschwitz. Jacques Wajsbord est déporté par le convoi n°47, en date du 11 février 1943, du camp de Drancy vers Auschwitz. Leur dernière adresse est au 7 rue Saint Germain, à Argenteuil. Hélène Waysbord est cachée par Marcel et Marie Médée, Justes parmi les nations, une famille d'Évron, en Mayenne,. Elle est agrégée de lettres classiques, et enseigne à Laval puis à Caen, de 1968 à 1982.
En 1983, elle est nommée chargée de mission auprès de la présidence de la République, chargée des grands travaux, de l’urbanisme et de l’environnement, puis elle est successivement chargée de missions auprès de l’établissement public du Grand Louvre, puis auprès du secrétaire d’État aux grands travaux Émile Biasini. Elle est nommée inspectrice générale de l'Éducation nationale. Elle est ensuite en poste à la Bibliothèque de France, comme déléguée scientifique de 1992 à 1994, puis comme chargée de mission pour les affaires internationales de 1994 à 1996.
Elle publie en 2013 L'amour sans visage, un récit autobiographique accompagné de lettres de captivité de son père, envoyées clandestinement et en 2022 Tallon d'Achille, une lecture de la guerre de Troie à portée autobiographique.
Elle meurt le 29 octobre 2023 à Caen à l'âge de 86 ans.

## Mémoire de la Shoah
Hélène Waysbord-Loing est présidente de l'association de la Maison d'Izieu de 2004 à 2015, puis présidente honoraire.
Elle dirige en 2008 un groupe de travail sur l'enseignement de la Shoah en CM2, à la demande du ministre de l'Éducation nationale Xavier Darcos. Dans le rapport qu'elle lui remet la même année, elle suggère de « privilégier la thématique des enfants victimes » et souligne que cette approche « doit éviter le compassionnel », en écho à la proposition faite par Nicolas Sarkozy, alors président de la République, que « tous les enfants de CM2 se voient confier la mémoire d'un des 11 000 enfants victimes de la Shoah ».

## Publications
- Éduquer à la télévision : quelle place pour l'audiovisuel à l'école ?, Canopé, 1997, coll. « Les cahiers de Téléscope », no 3  (ISBN 2240005815)
- L'Amour sans visage, Christian Bourgois, 2013  (ISBN 978-9657417140)
- Alex ou le porte-drapeau, Christian Bourgois, 2014  (ISBN 978-2267026498)
- La chambre de Léonie, Le Vistemboir, 2021,  (ISBN 979-10-92828-24-5)
- Talon d’Achille, Les Belles Lettres, 2022,  (ISBN 978-2251451169) 144 p.

## Distinctions
- Grande officière de la Légion d'honneur[13]
- Commandeure de l'ordre national du Mérite[14]